# Euthlastus
Euthlastus is een geslacht van uitgestorven zoogdieren uit het Laat-Jura (Kimmeridgien - Tithonien) van de Morrison-formatie, aanwezig in de stratigrafische zones 5 en 6. 

## Naamgeving
In 1929 benoemde George Gaylord Simpson de typesoort Euthlastus cordiformis. De geslachtsnaam is afgeleid van het Grieks eu, 'goed', en thlastos, 'verpletterd', als verwijzing naar de platgedrukte toestand van de tanden. De soortaanduiding betekent 'hartvormig' in het Latijn.
Het holotype is YPM 13755, een rechterbovenkaaksbeen met vier gebroken kiezen, gevonden in Reed's Quarry in Wyoming. Een vijfde bovenste  kies, DINO 12796, werd in 1998 toegewezen.

## Beschrijving
De tanden hebben een sterke buiging naar buiten toe. De stylocoon steekt sterk uit. Er is geen middelste knobbel op het beenplateau naast het cingulum en evenmin een middelste kam in die richting. Er is een groot afgeplat parastyle en een uitstekende paracrista die zich samen met de paracoon met de stylocoon verenigt. De kiezen zijn relatief overdwars kort en horizontaal breed. De metacoon is relatief groot. Op de metacrista is de C-knobbel meer lipwaarts geplaatst. De paracoon is relatief laag.

## Fylogenie
Euthlastus werd oorspronkelijk in de Dryolestidae geplaatst maar werd later als een lid van de Paurodontidae beschouwd.